# Charles Alston (peintre)
Pour les articles homonymes, voir Charles Alston et Alston.
Charles Henry Alston (28 novembre 1907 - 27 avril 1977) est un peintre, sculpteur, muraliste, illustrateur et enseignant afro-américain, l'un des premiers « hommes de couleur » reconnu comme artiste contemporain aux États-Unis dans les années 1950 et une des figures du mouvement culturel afro-américain dit Renaissance de Harlem.

## Biographie
Charles Henry Alston est né le 28 novembre 1907 à Charlotte en Caroline du Nord, il est le fils du révérend Primus Priss Alston, né esclave, est ministre épiscopalien et d'Anna Elizabeth Miller Alston. Après la mort de son père en 1910, sa mère épouse Harry Bearden, l'oncle de l'artiste Romare Bearden, puis en 1915, la famille emménage à New York.
Pendant son adolescence, il peint et sculpte dans un style réaliste.
Après ses études secondaires à la DeWitt Clinton High School,  ayant obtenu une bourse d'Arthur Wesley Dow, il peut se présenter à l'université Columbia de New York, il y est admis en 1925 pour y étudier l'art et l'histoire de l'art, il y obtient son Bachelor of Arts en 1929.
Durant ses études, il rencontre le philosophe afro-américain Alain Locke, de leurs échanges naîtront son intérêt pour les diverses formes esthétiques africaines
Il passe avec succès le Master of Fine arts (mastère 2 de beaux-arts) au Teachers College, Columbia University(équivalent de nos écoles normales supérieures) en 1931.
Pendant ses études universitaires, Charles enseigne à l'Utopia Children’s House de Harlem où il deviendra le mentor du peintre Jacob Lawrence.
Vers 1930, pendant la Grande Dépression, il commence sa carrière en produisant des illustrations pour des couvertures de livres ou de disques et des magazines renommés (Fortune, Collier's, Mademoiselle et Men's Wear). Mais conscient qu'il dévalorise son talent dans ces activités, il se consacre aussi à sa propre production artistique. 
En 1934, il fonde le Harlem Art Workshop qui deviendra en 1938 le Harlem Community Art Center (en) qu'il cofonde et anime avec Augusta Savage, Gwendolyn Bennett, James Lesesne Wells (en), différents artistes afro-américains y sont formés Henry Bannarn (en), Romare Bearden, Selma Burke, Ernest Crichlow (en), Aaron Douglas, Elton Fax (en), Sargent Johnson, William H. Johnson, Langston Hughes, Ronald Joseph (artist) (en), Robert Blackburn (artist) (en), Jacob Lawrence, Norman Lewis, Claude McKay, etc.
Le  Federal Art Project, branche de la Work Projects Administration (WPA), lui commande des peintures murales pour l’hôpital de Harlem, plus tard il réalisera des peintures murales pour le musée américain d'histoire naturelle, l'Abraham Lincoln High School (Brooklyn) (en) .
Pendant qu'il travaille pour l’hôpital de Harlem, il fait la connaissance de la docteur Myra Adele Logan, interne de l'hôpital, ils se marient en 1944.

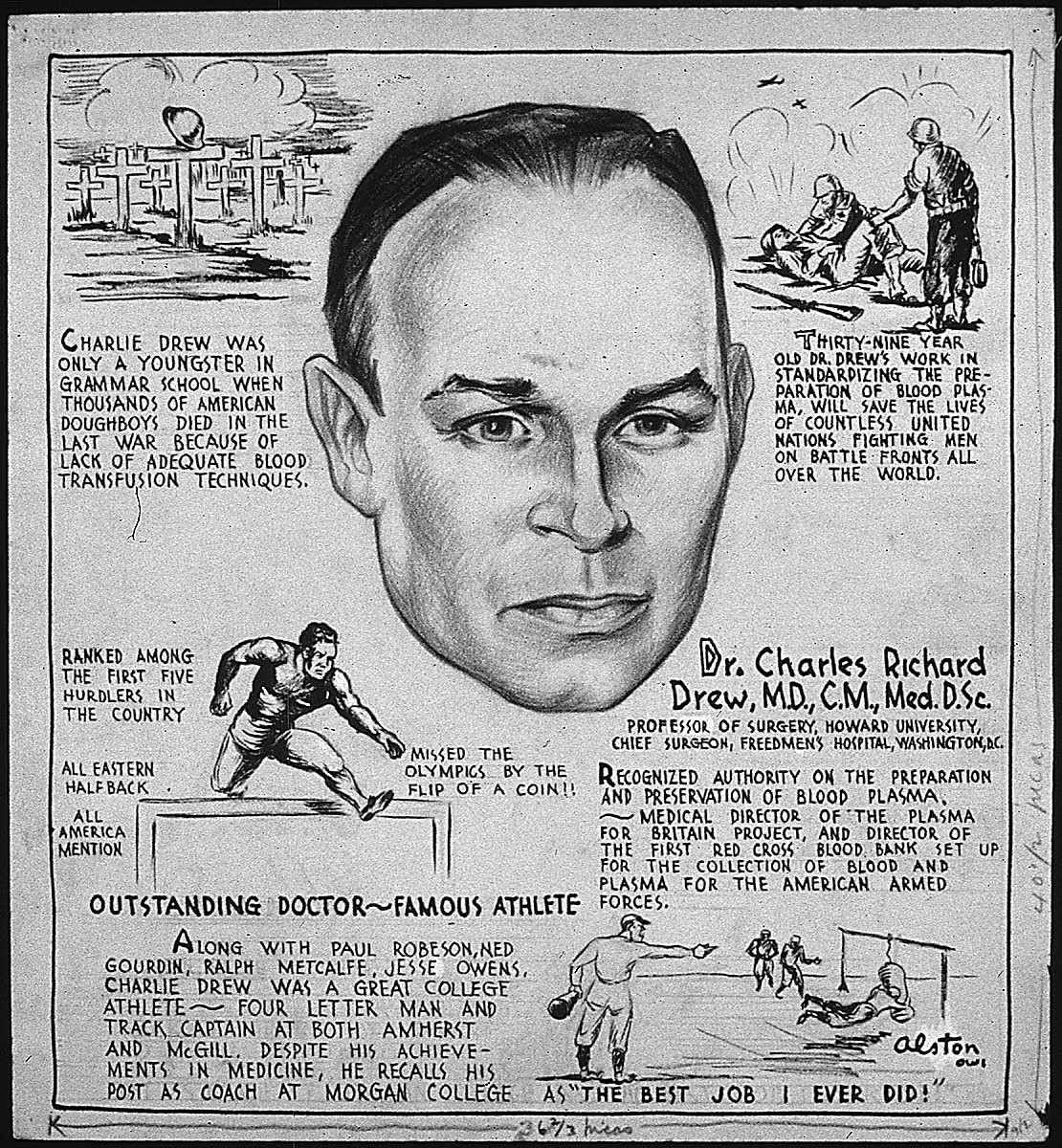
Bande dessinée de Charles Alston sur la vie du Dr. Drew
(source : National U.S. Archives).

Alston a subi l'influence des muralistes mexicains tels que José Clemente Orozco, Diego Rivera, et David Alfaro Siqueiros, qui se servaient des peintures murales comme outil d'éveil social.
Durant la guerre, Alston est employé au Bureau de la propagande de guerre ; il y crée des dessins, utilisés dans plus de 200 journaux afro-américains pour encourager les Noirs à aller combattre.
En 1950, lors de la première exposition d'art contemporain organisée par le Metropolitan Museum of Art, il est l'un des rares, parmi les 4 000 exposants, à réussir à vendre des tableaux ; cette année-là, il devient aussi le premier Afro-Américain nommé enseignant à l'Art Students League.
Au milieu des années 1950, le Metropolitan Museum of Art, le Whitney Museum of American Art, le Butler Institute of Art et la société IBM accueillent certains de ses travaux dans leurs expositions permanentes. Il réalise également des décorations murales pour le musée américain d'histoire naturelle et l'Abraham Lincoln High School de Brooklyn. En 1969, il est nommé « membre peintre » de la New York City Art Commission qui approuve les travaux d'arts commandés par la ville ainsi que le style des constructions nouvelles. Là encore, il fut le premier Afro-Américain à exercer cette fonction.
En 1970, une association de diverses églises de New York lui commande une sculpture en bronze de Martin Luther King. Cette sculpture est exposée à la Maison-Blanche en 1990, c'est la première œuvre d'art d'un Afro-Américain à être exposée ainsi.
Il meurt d'un cancer le 27 avril 1977. Ce qu'on a écrit sur lui depuis, est d’insister sur sa place dans l'art du XXe siècle, son rôle de promoteur de la culture afro-américaine et l'importance qu'il donnait à la place de l'artiste dans la société. Il avait résumé cela lui-même : « L'art est la poursuite de la vérité telle qu'un artiste la perçoit. Il peut également être une arme puissante et efficace dans la lutte pour la dignité humaine ».
Les archives de Charles Henry Alston sont déposées à l'University of North Carolina at Chapel Hill et numérisées aux Archives of American Art du Smithsonian.

## Analyse de l'œuvre

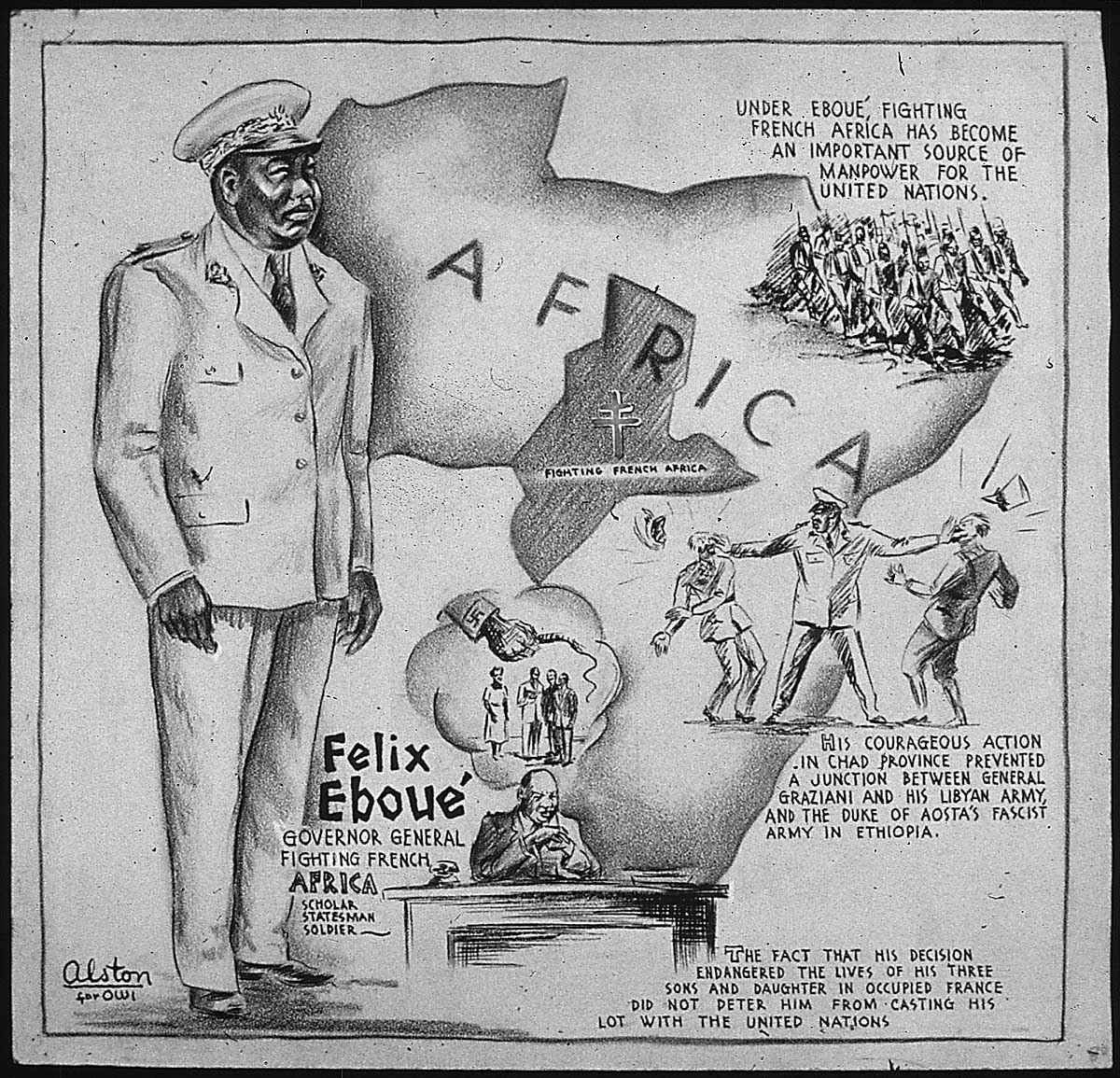
Affiche d'Alston pour la propagande de guerre montrant Félix Éboué

Charles Alston a peint des thèmes tirés de l'expérience de sa vie personnelle.
Il a eu des styles variés dénotant des influences tant des arts océaniques et de l'art de l'Égypte antique que de l'expressionnisme, du cubisme, ou de l'expressionnisme abstrait.
Mais, dans toute sa production, la représentation des personnes reflète surtout l'influence primordiale qu'a eue sur lui la sculpture africaine qu'il avait étudiée avec intérêt dès sa jeunesse.

## Œuvres (sélection)

### Peintures
- 1935 : Portrait of a Woman, Artnet[22]
- 1938 : Stud Poker, Metropolitan Museum of Art, don de la ville de New York[23]
- 1949 : Seven Figures,  Vallarino Fine Art[24]
- 1949 : Dancers, Jonathan Boos[25]
- 1955 : The Family, Whitney Museum of American Art[26]
- 1958 : Walking,  Collection Charles Alston du Musée national de l'histoire et de la culture afro-américaines, don de Sydney Smith Gordon[27],[28]

### Sculptures
- 1937 : Head of a Man, Bill Hodges Gallery[29]
- 1970 : Martin Luther King, Musée national de l'histoire et de la culture afro-américaines[30]